# Bill Condon
Bill Condon (nascido William Condon, Nova Iorque, 22 de outubro de 1955) é um cineasta e roteirista norte-americano, vencedor de um Oscar por Gods and Monsters.
Condon é conhecido por escrever e dirigir Gods and Monsters (1998), Kinsey (2004) e Dreamgirls (2006). Em 2003, ele obteve sua segunda indicação Oscar pelo roteiro de Chicago (2002). Lançou em 2011 e 2012, respectivamente, as duas partes do filme A Saga Crepúsculo: Amanhecer.

## Biografia
Condon nasceu na cidade de Nova York, filho de um detetive, criado em uma família católica irlandesa. Apesar disso, o cineasta é abertamente homossexual. Quanto à sua educação, após graduar-se na Regis High School, uma escola jesuíta em Manhattan, estudou filosofia na Universidade de Columbia.
Bill Condon é gay. Está em um relacionamento com Jack Morrissey.

## Carreira
Condon dirige filmes desde 1987, quando começou sua carreira como diretor de Sister, Sister (estrelado por Eric Stoltz e Jennifer Jason Leigh), e desde então ele dirigiu cerca de nove filmes. Também trabalhou em uma boa quantidade de longas-metragem (incluindo o filme-musical Chicago – que lhe rendeu uma indicação ao Oscar por melhor roteiro – e Shortcut To Happiness).
Em 1999, Condon lança Gods and Monsters (pelo qual ele ganhou o oscar de Melhor Roteiro, com Brendan Fraser, Ian McKellen e Lynn Redgrave), um relato em boa parte ficcional dos últimos dias do cineasta James Whale, inglês expatriado que fez fama em Hollywood nas décadas de 1930 e 1940.
Kinsey (estrelado por Liam Neeson e Laura Linney), que conta a história do biólogo americano Alfred Kinsey na luta para mostrar a ciência como cura para a opressão sexual chegou aos cinemas em 2004, causando uma série de polêmicas nos Estados Unidos, inclusive protestos.
No ano de 2006 seria a vez de Bill Condon exercitar seu talento para musicais, como fez em 2002 no roteiro de Chicago, agora em Dreamgirls (com a vencedora do oscar Jennifer Hudson, Jamie Foxx, Beyoncé Knowles e Eddie Murphy), um drama que balança ao compasso esfuziante do som negro americano através dos discos e shows de um trio vocal feminino chamado Dreamettes, consolidando seu prestígio junto a público e crítica.
Em paralelo à vida de diretor, Condon foi um dos produtores da festa do Oscar de 2009, cuja apresentação ficou por conta do australiano Hugh Jackman, ao lado de Laurence Mark.
Recentemente, em abril de 2010, Bill Condon foi oficializado como o diretor do quarto e último filme da Saga Crepúsculo, Breaking Dawn. Posteriormente, decidiu-se que o longa-metragem será dividido em duas partes, ambas dirigidas por Condon. O diretor constava na lista que a produtora Summit Entertainment estava sondando para o filme, que incluia também Sofia Coppola e Gus Van Sant. De acordo com comunicado da Summit enviado à imprensa norte-americana, Condon disse que está empolgado com o novo trabalho: "Estou muito animado pela chance de trazer o clímax da saga para as telas. Como os fãs da série sabem, esse é um livro singular e nós esperamos criar uma experiência cinematográfica equivalente e única", afirmou o cineasta.

## Filmografia

### Diretor
- 2017 - Beauty and the Beast
- 2015 - Mr Holmes
- 2013 - The Fifth Estate
- 2012 - Amanhecer: Parte 2
- 2011 - Amanhecer: Parte 1
- 2011 - Richard Pryor: Is It Something I Said?(pré-produção)
- 2011 - Tilda (TV) (pré-produção)
- 2010 - The Big C (Série de TV)
- 2006 - Dreamgirls - Em Busca de um Sonho
- 2004 - Kinsey - Vamos Falar de Sexo
- 2000 - The Others (um episódio)
- 1998 - Gods and Monsters
- 1995 - Candyman: Farewell to the Flesh
- 1994 - The Man Who Wouldn't Die (TV)
- 1993 - Deadly Relations (TV)
- 1991 - Dead in the Water (TV)
- 1991 - White Lie (TV)
- 1991 - Murder 101 (TV)
- 1987 - Sister, Sister

### Roteirista (Trabalhos Selecionados)
- 2006 - Dreamgirls - Em Busca de um Sonho
- 2004 - Kinsey - Vamos Falar de Sexo
- 2002 - Chicago
- 1998 - Gods and Monsters
- 2011 - Amanhecer (parte I)

## Prêmios e indicações

### Oscar
- 2003 - Melhor Roteiro Adaptado - Chicago (indicado)
- 1999 - Melhor Roteiro Adaptado - Gods and Monsters (vencedor)

### Globo de Ouro
- 2003 - Roteiro - Chicago (indicado)

### Satellite Awards
- 2006 - Melhor direção - Dreamgirls (vencedor)- empatado com Clint Eastwood por Flag of our Fathers
- 2006 - Melhor roteiro adaptado - Dreamgirls (indicado)

### Bram Stoker Awards
- 1999 - Roteiro - Gods and Monsters (vencedor)